# هولديرنيس (نيوهامشير)
هولديرنيس (بالإنجليزية: Holderness, New Hampshire)‏ هي بلدة أمريكية تقع في الولايات المتحدة في مقاطعة غرافتون (نيوهامشير). يقدر عدد سكانها بـ 2,108 نسمة ومساحتها 93.0 كم2وترتفع عن سطح البحر 178 متر.

## معرض صور

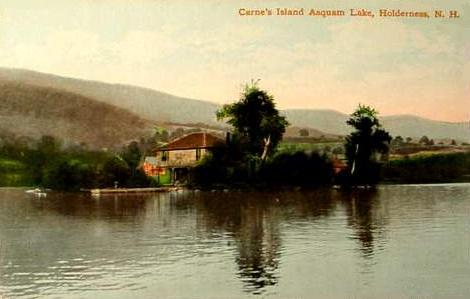
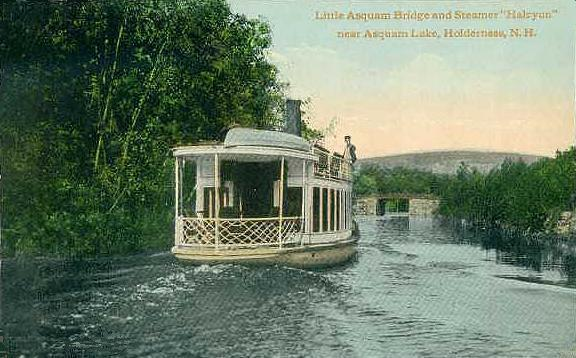
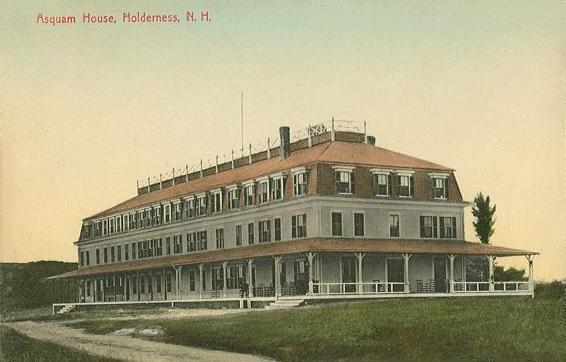